# مانگوم (اکلاهما)
مانگوم(به انگلیسی: Mangum) شهری در ایالت اکلاهما کشور ایالات متحده آمریکا است که جمعیت آن در سرشماری سال ۲۰۱۰ میلادی، ۳٬۰۱۰ نفر بوده‌است.